# Koperen rol van Qumran
De koperen rol van Qumran (3Q15) is een van de Dode Zee-rollen, gevonden in grot 3 nabij Khirbet Qumran. Deze rol verschilt van alle andere gevonden rollen, die geschreven zijn op perkament of papyrus. Deze rol is van metaal: koper met 1% tin. Het is in tegenstelling met de andere rollen ook geen literair werk, maar een lijst van meer dan 60 plaatsen waar verschillende voorwerpen van goud of zilver verborgen of begraven liggen.
Sinds 2013 wordt de koperen rol bewaard in nieuwe Museum van Jordanië in Amman; voorheen was het te bezichtigen in het Archeologisch Museum van Jordanië. Het bestaan en de inhoud van de in 23 koperen fragmenten opgedeelde rol heeft voor heel wat controverse gezorgd omdat het eerder verband zou houden met het oude Egypte dan met (de tempelschat van) het oude Jeruzalem.